# Louis-Mathieu Verdilhan
Louis-Mathieu Verdilhan (født 24. november 1875 i Saint-Gilles i Gard, Occitanie, død 15. december 1928 i Marseille, Provence) var en fransk kunstner kendt især for sine malerier af Marseilles gamle havn.
Verdilhan var en selvlært kunstner, der 1906 deltog i udstillinger hos Salon des Indépendants og 1908 på den årlige høstudstilling Salon d'Automne. 1909 blev han bekendt med fauvismen, som han lod sig inspirere af.
I årene op til 1. verdenskrig opholdt han sig dels i Paris, dels i Marseille og var en del af "den provencalske renæssance" dér.
| - Den gamle havn i Marseille - Den gamle havn i Marseille, 1905 Le vieux-port de Marseille - "Grand Pavois" i havnen i Marseille, ca. 1920 Le Grand Pavois dans le port de Marseille - Den gamle havn i Marseille, 1927 Vieux port de Marseille |

| - Andre værker af Louis-Mathieu Verdilhan - Landskab, Aix-en-Provence, Provence-Alpes-Côte d'Azur, ca. 1902-07 Paysage - Aix-en-Provence, Toulon, Musée d'Art - Kystlinjen ved Var, ca. 1907 Littoral Varois - "Bar Colonies" i Toulon, ca. 1910-15 Le bar des colonies à Toulon |

| - Havnen i Martigue, ml. 1913 og 1925 ? Le Port de Martigues - Landskab med huse og cypresser (ukendt datering) Paysage, maison et cyprès - Landsby med cypresser (ukendt datering) Village aux cyprès - Saint-Gilles i Gard, Occitanie (ukendt datering) Saint-Gilles (Saint-Gilles-du-Gard) - Stilleben (ukendt datering) Nature morte au pichet |